# Hervarar saga
Hervarar saga ok Heiðreks is een legendarische saga uit de 13e eeuw die verschillende zaken uit oudere saga's verenigt. Het is een zeer waardevolle saga voor zeer uiteenlopende redenen naast de literaire kwaliteiten. Het bevat tradities uit oorlogen tussen de Goten en de Hunnen uit de 4de eeuw, en het laatste deel wordt gebruikt als bron voor de Zweedse middeleeuwse geschiedenis. Daarnaast was het een belangrijke inspiratiebron voor Tolkien toen hij zijn legenden van Midden-aarde schreef. De saga kan echter meest gewaardeerd worden om zijn memorabele beeldspraak.

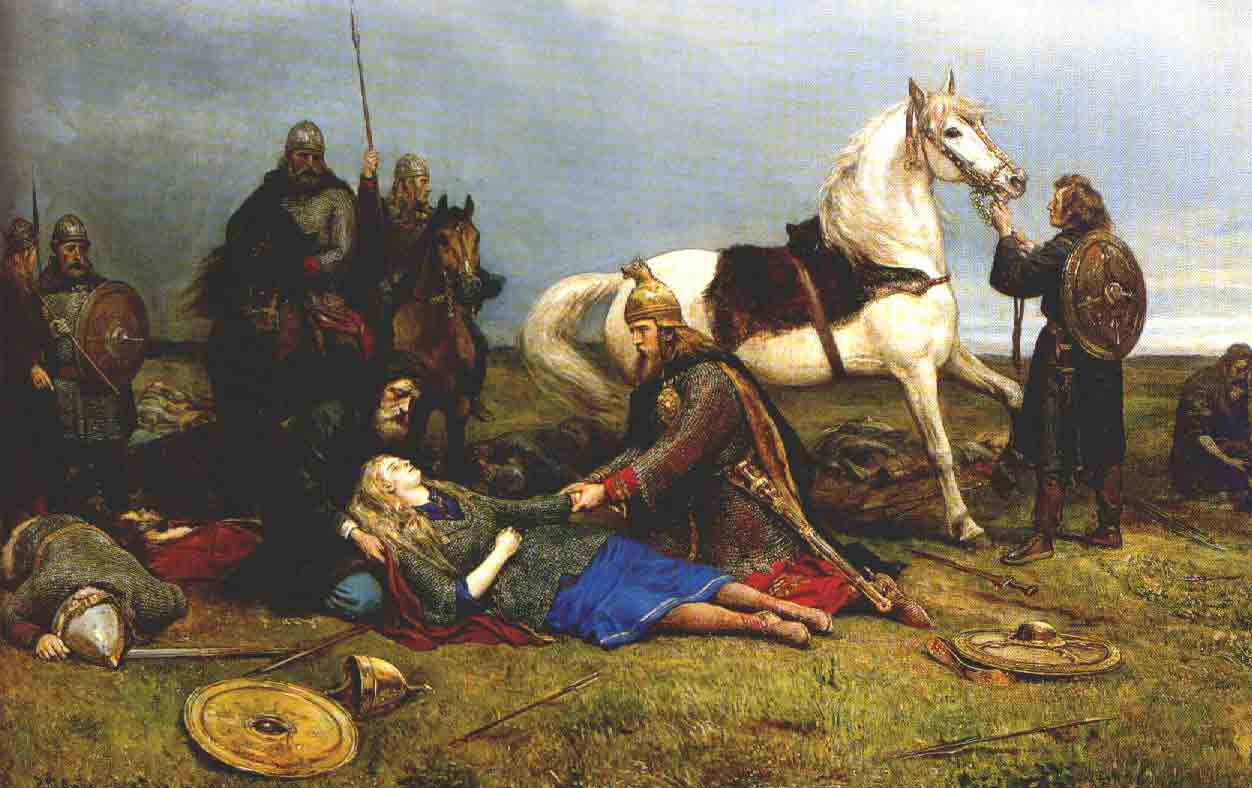
Hervor stervende

## Synopsis
De saga vertelt het verhaal van het zwaard Tyrfing en hoe het gesmeed en vervloekt werd door de dwergen Dvalin en Durin voor de koning Svafrlami. Later verloor hij het zwaard aan de berserker Arngrim uit Bolmsö, die het aan zijn zoon Angantyr gaf. Angantyr stierf tijdens een gevecht op Samsø tegen de Zweedse held Hjalmar, die het zwaard begroef in een grafheuvel, samen met Angantyr. De dochter van Angantyr, de schildmaagd Hervor, vond het zwaard echter terug door haar dode vader op te roepen en zo haar erfgoed terug te krijgen. De saga gaat verder met Hervor en haar zoon Heidrek, de koning van het Reidgotaland. Er komt een enorme veldslag om de erfenis tussen zijn zonen Angantyr en Hlod. Hlod wordt hierin geholpen door de Hunnen. Toch wordt Hlod verslagen en gedood.
Op het einde wordt nog verteld dat de zoon van Angantyr, Heidhrekr Ulfhamr nog lange tijd koning van Reidgotaland was. De dochter van Heidrek , Hildr, kreeg een zoon, Hálfdan snjalli (Halfdan de moedige), die de vader van Ivar Vidfamme was. Na Ivar Vidfamme geeft de saga de lijn van Zweedse koningen tot de zeker historische Philip Halstensson.

## Versies
De saga wordt verteld in vele manuscripten, maar er zijn drie verschillende versies, de H, R en U versie, waarvan de H en de R versie bewaard worden op velijnpapier. De H versie is bewaard gebleven door het Hauksbók (A.M. 544, 4to), door Haukr Erlendsson. De R versie, of manuscript 2845, 4to, bevindt zich in de Deense Koninklijke Bibliotheek van Kopenhagen men schat dat het ongeveer in de 15e eeuw werd geschreven. De U versie is gedeeltelijk bewaard gebleven en bevindt zich nu als R:715 in de Carolina Rediviva, de universiteitsbibliotheek van Uppsala, en als AM 203 fol. in de universiteitsbibliotheek van Kopenhagen. Deze versie is uit de 17de eeuw en werd geschreven door Síra Jón Erlendsson uit Villingaholt (1672).
Deze bronnen verschillen echter. De R versie bijvoorbeeld zou het dichtst bij het origineel liggen en lijkt meer op de U versie dan op de H versie, maar komt het eerste hoofdstuk en het einde tekort. Aan de andere kant wordt de dodenzang van Hjalmar erin opgenomen. De H versie eindigt met Gestublindi en de R versie eindigt net voor hoofdstuk 12. Er zijn echter twee 17e-eeuwse kopieën van de H versie, AM 281, 4to (h1) en AM 597b, 4to (h2), die de Gestublinirijmen opnemen.

## Tijd
Het onderdeel van de Gotische oorlogen tegen de Hunnen is van een lange tijd geleden, en is gebaseerd op gebeurtenissen uit de vroege/midden 4e eeuw die bijna 1000 jaren werden overgeleverd.

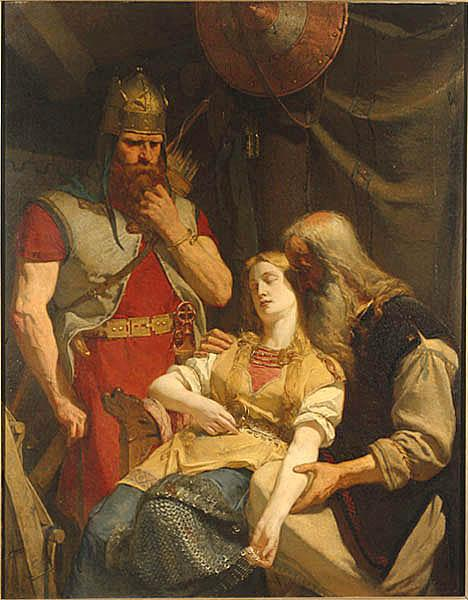
Orvar-Odd licht Ingeborg in over de dood van Hjalmar, door August Malmström (1859)

Het is een getuigenis van hun gouden tijden dat de namen in authentieke Germaanse vormen verschijnen, en dat ze niet in het minst werden beïnvloed door het Latijn. Gotische namen werden niet meer gebruikt na 390, zoals Grýting (Ostrogoten, zie de Latijnse vorm Greutungi) en Tyrfing (Visigoten, zie de Latijnse vorm Tervingi). Alles gebeurt in het gebied waar de Goten leefde tijdens de oorlogen met de Hunnen. De Gotische hoofdstad Arheimar bevindt zich aan de Dnjepr (...á Danparstöðum á þeim bæ, er Árheimar heita...), koning Heidrek sterft in de Karpaten (...und Harvaða fjöllum) en het gevecht met de Hunnen vindt plaats op vlaktes bij de Donau (...á vígvöll á Dúnheiði í Dylgjudölum). Het mythische Myrkviðr die de Goten van de Hunnen scheidt, lijkt overeen te komen met de moerassen aan de Zee van Azov. 
Hoewel de namen naar een historische basis leiden, zijn de gebeurtenissen zelf moeilijker met andere bronnen te verbinden. Doordat de naam Heidrek Oudnoors Heiðrekr) ongeveer een synoniem was voor Ermanaric (heiðr betekent "eer" en "glorie", en Aírman-,Oudnoors Jörmund betekent "groot") kan het zijn dat de kleinzoon van Heidrek de Wijze, Heidrek Ulfham, overeenkomt met Ermanaric. Heidrek Ulfham zou zeer lang over de Goten geregeerd hebben en Jordanes vertelt dat Ermanaric 110 jaar geleefd heeft. Als dit zou zijn zou de Hervarar Saga een deel van de Gotische geschiedenis verhalen die niet door andere bronnen vermeld wordt.

## Tolkien
Veel uit deze saga zal direct herkend worden door de lezers van Tolkien. De Rohirrim komen er bijvoorbeeld in voor, er zijn stoutmoedige schildmaagden, Mirkwood (demsterwold), grafheuvels met spoken en magische zwaarden, mithril maliënkolders, heroïsche veldslagen, een vlammend zwaard en twee dwergen die Dvalin en Durin heten. De jongste zoon van Tolkien, Christopher vertaalde het werk in 1960 met als titel The Saga of King Heidrek the Wise.